# Franz Waldöstl
Franz Hubert Waldöstl Taufname: Franciscus Hubertus Waldöstl (* 3. November 1793 in Neudek; † 10. März 1871 ebenda) war ein böhmischer Stadtrichter, Steuereinnehmer, Handelsmann, Schulaufseher und Schützenhauptmann von Neudek. Er veranlasste die Errichtung des Neudeker Kreuzweges.

## Leben
Franz Waldöstl war der Sohn des Handelsmannes und Ringelschmiedes Johann Joseph Waldöstl Jun. (* 1746 in Neudek; † 26. Juni 1829 ebenda) der wohl bis 1820 das Amt des Stadtrichters bekleidete und dessen Ehefrau Anna Elisabeth geb. Förster († 9. Juni 1814 in Neudek) aus Rothau. Sein Zwillingsbruder starb kurz nach der Geburt. Mitglieder der Familie, die seit Anfang des 17. Jahrhunderts in Neudek ansässig war, übten über Generationen den Beruf des Schmiedes aus und waren später auch als Tischler tätig. Bereits sein Großvater der Schmied Ferdinand Waldöstl (* 1700 in Neudek), war 1750 Bürgermeister. Von der Familie existiert eine Sage in mehreren Varianten, die einerseits von der Entstehung des Namens der Stadt und anderseits von dem ungewöhnlichen Familiennamen Waldesel erzählt, den die Familie ursprünglich trug.
Franz Waldöstl erlernte den Beruf des Kaufmanns und handelte in Neudek mit Gemischtwaren. Er war der Erfinder eines Essig-Erzeugungs-Appartes. Bis zur Durchführung der Magistratsregulierung 1842 bekleidete er unentgeltlich das Amts des Stadtrichters. Da in seiner Amtszeit das alte Rathaus baufällig geworden war, versuchte er sich die finanziellen Mittel zum Aufbau eines neuen Rathauses zu beschaffen. Nebenbei arbeitete er als Schulaufseher und war Neudeker Schützenhauptmann. Wegen der Errichtung einer staatlichen Landstraße nach Neuhammer im Jahre 1829 mussten die Neudeker Scharfschützen ihren alten Schießstand aufgeben. Da aber die Kasse des Schießvereins für den Kauf eines neuen Grundstückes aufgebraucht war, verbürgte sich Waldöstl als Führer der Neudeker Scharfschützen mit seinem Vermögen für einen Grundstückskredit. 
Sein Verdienst ist vor allem die Errichtung des bekannten Neudeker Kreuzweges, der in den Jahren von 1851 bis 1858 entstand. Die finanzielle Grundlage dafür bildete der Nachlass der Neudeker Bürgerswitwe Maria Anna Häckl aus dessen Vermögen Waldöstl, der als ihr Testamentsvollstrecker fungierte, eine Kreuzwegstiftung gründete. Im Jahre 1866 begann Waldöstl die Feier zur goldenen Hochzeit. Er starb 1871 im Alter von 78 Jahren.

## Familie
Franz Waldöstl vermählte sich am 1. Juli 1816 in Heinrichsgrün mit Mathildis Susanna Rümmler (* 10. März 1803 in Waitzengrün; † 12. Dezember 1880 in Neudek), Tochter des Franz Rümmler, Revierjäger in Silberbach und der Katharina Elisabeth geb. Bossert aus Tübingen. Zum Zeitpunkt der Trauung war die Braut 14½ Jahre alt. Aus der Ehe gingen folgende Kinder hervor:
- Franciscus Hugo (* 20. Oktober 1817 in Neudek Nr. 115; † in Prag)
- Elisabeth Susanna (* 14. Oktober 1819 in Neudek Nr. 114)
- Antonius Eduard (* 28. August 1821 in Neudek Nr. 115)
- Joannes Hermanus (* 6. April 1823 in Neudek Nr. 115)
- Maria Olivia (* 7. Juni 1825 in Neudek Nr. 115; † 19. Januar 1916)
- Emilia (* 25. Juli 1827 in Neudek Nr. 115)
- Anna Ernestina (* 12. November 1829 in Neudek Nr. 115)
- Elisabetha Paulina (* 10. November 1831 in Neudek Nr. 115)

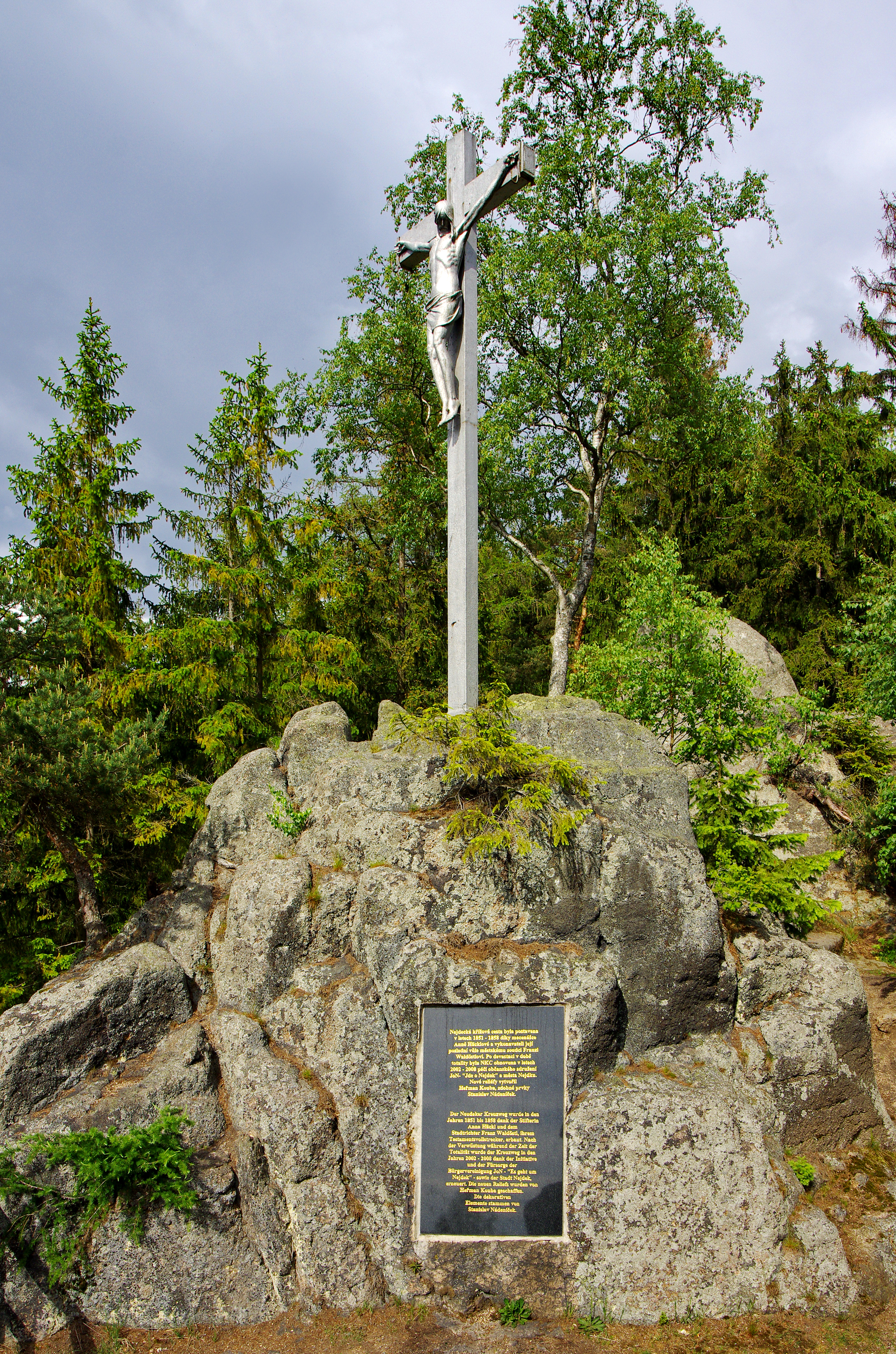
Gedenktafel

## Ehrungen
Auf dem Gipfel des Neudeker Kreuzweges befindet sich an einem Felsen eine Gedenktafel die an die Stifterin und den Erbauer erinnert.